# Los económicamente débiles
Los económicamente débiles es una película española de comedia estrenada en 1960, dirigida por Pedro Lazaga y protagonizada en los papeles principales por Tony Leblanc, Laura Valenzuela y Antonio Ozores.

## Sinopsis
Pepe y Paco, dos grandes aficionados al fútbol, sueñan con llegar a ser entrenadores de un gran equipo, pero de momento forman parte del cuerpo técnico del Casamata FC, un equipo modesto y un tanto caótico. Su objetivo es que el equipo ascienda a Primera Regional, pero para conseguirlo necesitan un socio capitalista. Nombran entonces vicepresidente del club a Javier un hombre ajeno al mundo del fútbol, pero que tiene mucho dinero.

## Reparto
- Tony Leblanc ... Pepe Martín Rodríguez
- Laura Valenzuela ... Ana Molina García
- Antonio Ozores ... Paco Molina García
- José Luis López Vázquez ... Javier
- Maruja Bustos ... Nuria Molina García
- Venancio Muro ... Timoteo
- Julio Riscal ... Pichurri
- Mayrata O'Wisiedo
- Jesús Puente ... Examinador Escuela de Entrenadores
- Juan Cazalilla ... Árbitro
- Ena Sedeño
- Francisco Bernal
- Fernando Sánchez Polack
- Francisco Pierrá
- José Villasante
- Beni Deus
- Enrique Collar ... Él mismo
- Emilio Rodríguez
- Joaquín Pamplona
- Rafael Hernández ... Fan del Cantalazo
- José María Lado
- Marisa Paredes
- Goyo Lebrero
- Pablo Sanz